# Alcinoe
Alcinoe (in greco antico Ἀλκινόη) è un personaggio della mitologia greca, una donna greca figlia di Polibo, re di Corinto. 

Sposa di Anfiloco, figlio di Dyras.

## Il mito
Alcinoe un giorno assunse una filatrice, ma, una volta concluso il lavoro, si rifiutò di pagarle il compenso pattuito. Questa, di nome Nicandra, invocò la dea Atena, protettrice delle filatrici, che punì Antinoe facendola innamorare di un ospite, un certo Xanto proveniente da Samo. La donna abbandonò il marito e i figli per seguire Xanto, ma una volta partita con lui ella rinsavì, sicché, invocando i familiari abbandonati, si suicidò per la disperazione gettandosi in mare.